# 初始作戰能力
初始作戰能力（英語：Initial Operational Capability）又被稱為初始運行能力（英語：Initial operating capability），簡稱 IOC，是武器能力管理的術語。一般指武器開始服役，並且具備了最初等級的戰鬥能力，此詞語常用在軍事采购中。
美国国防部在提及IOC时选择使用术语“初始作战能力”（英語：Initial Operational Capability）。根據其定義，“初始作戰能力”包括維持訓練及維護的能力。而实现IOC的日期通常也被認為是相關武器系統的服役日期 (ISD)。而宣佈擁有初始作戰能力可能意味着该能力将在未来发展，例如通过修改或调整以提高系统性能、部署更多数量的同種系统（可能是不同类型），或進行更广泛的测试和培训。當相關能力完全健全後，可以宣佈其擁有完全作戰能力（英語：Full Operational Capability）。具體原文的定義如下：
“一般来说，当计划接收一个裝備系統的部队结构中的某些单位和/或组织已经接收該裝備系統并有能力使用並维护該裝備系統时（初始作戰能力）就可以实现。”
在部分國家，武器具有初始作戰能力的日期可能會晚於武器開始服役的日期，例如：
- 俄羅斯空天軍的Su-57在2020年12月25日服役，但僅服役兩架量產型且並未投入戰備值班，預計最早在2025年才能形成初始作戰能力[6]
- 意大利空軍的F-35A在2016年服役，於2019年宣佈具備初始作戰能力[7]